# Tangaroa dissimilis
Tangaroa dissimilis là một loài nhện trong họ Uloboridae.
Loài này thuộc chi Tangaroa. Tangaroa dissimilis được Lucien Berland miêu tả năm 1924.